# Piedra de León
Piedra de León är en ort i Mexiko.   Den ligger i kommunen Mazatlán Villa de Flores och delstaten Oaxaca, i den sydöstra delen av landet, 280 km sydost om huvudstaden Mexico City. Piedra de León ligger 1 358 meter över havet och antalet invånare är 223.
Terrängen runt Piedra de León är huvudsakligen bergig, men norrut är den kuperad. Runt Piedra de León är det ganska tätbefolkat, med 52 invånare per kvadratkilometer. Närmaste större samhälle är Huautla de Jiménez, 12,6 km nordost om Piedra de León. I omgivningarna runt Piedra de León växer huvudsakligen savannskog.